# Apollonio di Cizio

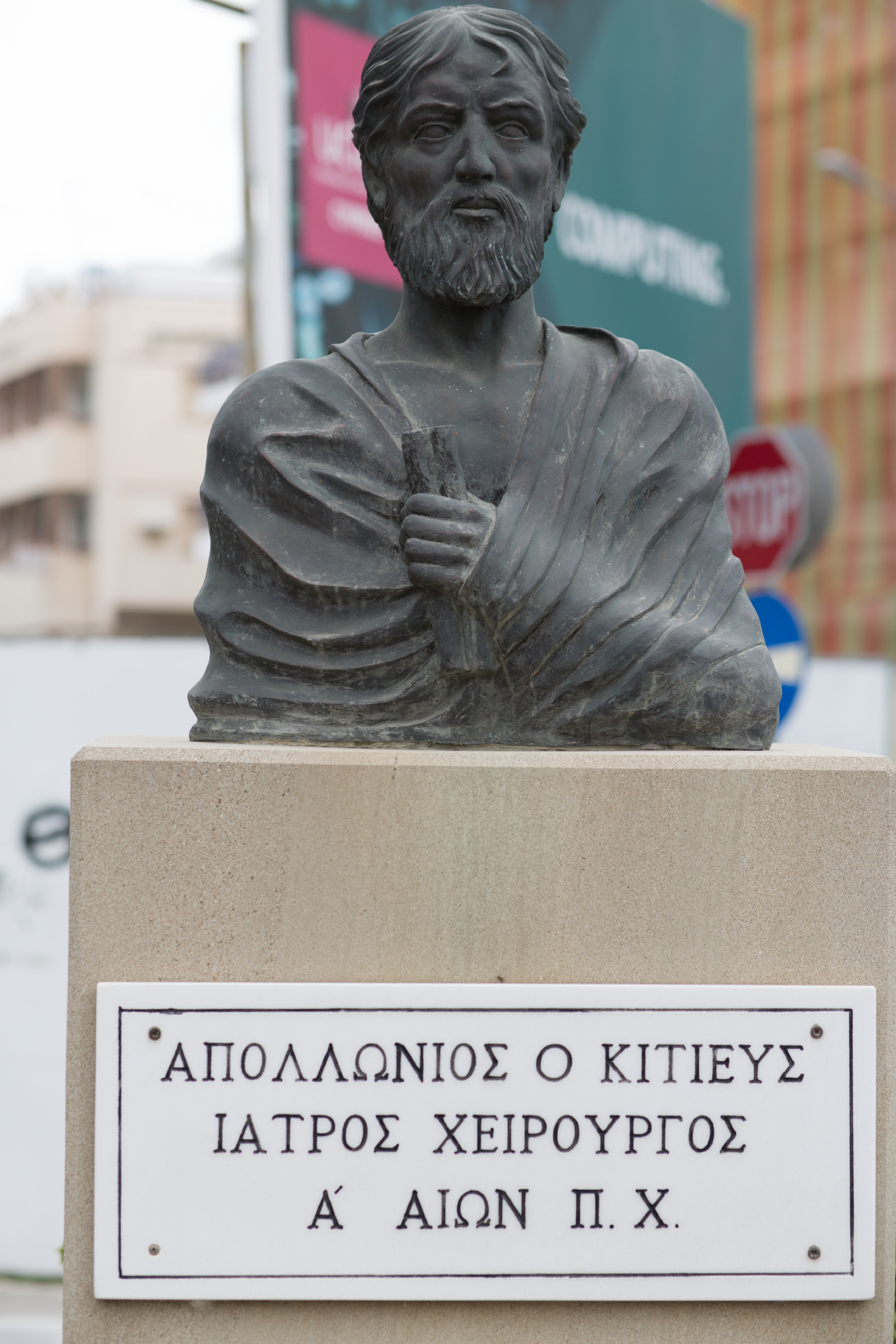
Monumento de Apollonio di Cizio in Larnaca

Apollonio di Cizio (in greco  Απολλώνιος ο Κιτιεύς; fl. I secolo a.C.) è stato un medico greco antico attivo intorno alla metà del I secolo a.C..

## Biografia
Dopo avere studiato ad Alessandria con il chirurgo Zopiro, esercitò la medicina a Cizio (oggi Larnaca, nell'isola di Cipro).
Fu uno dei più famosi esponenti della scuola empirica di medicina.

## Opere
Delle numerose opere di Apollonio ci è pervenuto solo un commentario sul trattato di Ippocrate Sulle articolazioni (Περὶ Ἄρθρων).
L'opera riguarda soprattutto il trattamento delle lussazioni; una copia di età bizantina, ora conservata nella Biblioteca Medicea Laurenziana, è corredata di trenta illustrazioni, che probabilmente trasmettono un'antica tradizione iconografica.